# 世喜村
世喜村（せきむら）は、茨城県久慈郡にかつて存在した村である。

## 地理
- 旧大宮町、現在の常陸大宮市の東部に位置する。
- 旧山方町の南東部に位置する。
- 村は久慈川の東岸に位置する。
- 村域は久慈川沿いは平地になっているが、北部に行くほどは山がちになっている。

## 歴史

### 村域の変遷
- 1889年（明治22年）4月1日 - 町村制施行に伴い、富岡村・塩原村・辰ノ口村・小倉村・照山村・小貫村が合併し久慈郡世喜村が発足。
- 1955年（昭和30年）3月31日 - 市町村合併により消滅。
  - 富岡・塩原・辰ノ口・小倉は那珂郡大宮町・上野村・玉川村・大賀村・大場村・静村の一部（上村田・下村田・石沢）と合併し、改めて大宮町が発足。
  - 照山・小貫は下小川村の一部（西金・盛金の一部）とともに那珂郡山方町に編入。
  - 富岡の一部は常陸太田市に編入。[1]
- 2004年（平成16年）10月16日 - 山方町が美和村・緒川村・東茨城郡御前山村とともに、那珂郡大宮町（即日改称・市制、常陸大宮市）へ編入合併され廃止。

変遷表
| 1868年 以前 | 1868年 以前 | 明治22年 4月1日 | 昭和30年 3月31日 | 平成16年 10月16日     | 現在       |
| ----------- | ----------- | --------------- | ---------------- | --------------------- | ---------- |
|             | 富岡村      | 世喜村          | 大宮町           | 常陸大宮市 に市制改称 | 常陸大宮市 |
|             | 塩原村      | 世喜村          | 大宮町           | 常陸大宮市 に市制改称 | 常陸大宮市 |
|             | 辰ノ口村    | 世喜村          | 大宮町           | 常陸大宮市 に市制改称 | 常陸大宮市 |
|             | 小倉村      | 世喜村          | 大宮町           | 常陸大宮市 に市制改称 | 常陸大宮市 |
|             | 照山村      | 世喜村          | 山方町 に編入    | 大宮町 に編入         | 常陸大宮市 |
|             | 小貫村      | 世喜村          | 山方町 に編入    | 大宮町 に編入         | 常陸大宮市 |

## 大字
- 富岡（とみおか）
- 塩原（しおばら）
- 辰ノ口（たつのくち）
- 小倉（おぐら）
- 照山（てるやま）
- 小貫（おぬき）

## 人口・世帯

### 人口
総数 [単位： 人]
| 1889年（明治22年） | 2,993 |
| 1891年（明治24年） | 3,039 |
| 1920年（大正 9年） | 3,432 |
| 1935年（昭和10年） | 3,596 |
| 1950年（昭和25年） | 4,279 |

### 世帯
総数 [単位： 世帯]
| 1920年（大正 9年） | 750 |
| 1935年（昭和10年） | 685 |
| 1950年（昭和25年） | 737 |